# Lyubov Gurina
Lyubov Gurina (em russo:  Любовь Гурина) (Matushkino, Óblast de Kirov, 6 de agosto de 1957) é uma antiga atleta de meio-fundo que representou a URSS, a Equipa Unificada e, mais tarde, a Rússia. A sua prova de eleição foi sempre a de 800 metros, na qual conseguiu, como melhor marca pessoal, o tempo de 1.55,56 m quando se classificou em terceiro lugar nos Campeonatos Mundiais de 1987 em Roma.
Em 1994 Gurina tornou-se a mais velha campeão da Europa, ao vencer os 800 metros aos 37 anos de idade. Ainda participou nos Campeonatos do Mundo do ano seguinte, não indo além da sétima posição na final.